# Língua mam
A língua mam, proveniente do ramo mameano das línguas maias ocidentais, é falada pelo povo mam, presente no oeste da Guatemala (departamentos de Quetzaltenango, Huehuetenango e San Marcos) e no sul do México (estado de Chiapas).
Mesmo consistindo na terceira língua maia mais falada, com cerca de 700.000 falantes, o idioma é caracterizado como em risco de extinção. Isso é resultado de anos de repressão e desvalorização advindos dos falantes de espanhol, ficando o ensino do mam limitado à transmissão por idosos e professores bilíngues. Estes, por sua vez, não recebem apoio como materiais ou espaços para lecionar, além da falta de remuneração.
Devido à ocupação mam da região desde, aproximadamente, 500 d.C., muito antes da chegada dos colonizadores espanhóis, existem diversos dialetos do idioma, sendo três as principais divisões desta língua: o mam do norte, falado no departamento guatemalteco de Huehuetenango, o mam do sul, falado na zona de Quetzaltenango e o mam central, falado na região de San Marcos.
Ocorrem variações fonéticas significativas de aldeia para aldeia apesar de as distâncias entre elas serem, por vezes, muito pequenas. Ainda assim, os falantes nativos são, com algum esforço, capazes de se compreenderem mutuamente, devido a certas semelhanças entre os dialetos.

## Etimologia
Qyol é a denominação dada pelo povo mam à sua língua, tendo como significado, literalmente, "nosso idioma". Nos registros espanhóis, desde o período da colonização, o nome dado por eles ao idioma foi mam, "avô" ou "ancestral" na língua nativa, que acabou por se tornar o nome estrangeiro (exônimo) da língua.

## Distribuição
A língua mam é falada majoritariamente nas terras altas do noroeste da Guatemala, nos territórios correspondentes aos departamentos de Quetzaltenango, Huehuetenango e San Marcos, além de possuir falantes no sul mexicano, no estado de Chiapas. Apesar de possuírem uma base linguística comum, cada região possui suas particularidades fonéticas e ortográficas, geradas por sua dispersão no território que ocupam.
Existem, ao menos, 15 dialetos diferentes no idioma, divididos em três ramos principais: o mam do Norte, presente no departamento de Huehuetenango, o mam central, falado em San Marcos e Chiapas e o mam do sul, dialeto de Quetzaltenango. A inteligibilidade entre essas divisões principais é dificultada devido à existência de variações entre elas.
Esses diferentes dialetos fortalecem a identidade de cada região: apesar de falarem a mesma língua, muitas cidades consideram as pessoas de vilas próximas como estranhos, de diferente identidade. O povo mam é, inclusive, conhecido por caçoar dos sotaques das pessoas de cidades ou regiões vizinhas.
Muitas características do mam são compartilhadas com outras línguas de regiões próximas, como o Teco, o Aguacatec e o Ixil. Isso se deve ao fato de que todas pertencem ao ramo mameano das línguas maias ocidentais.

## Fonologia
Nas tabelas abaixo, cada um dos fonemas do mam está representado por um caractere, ou conjunto de caracteres, que o denotam segundo a ortografia padrão desenvolvida pela Academia de Línguas Maias da Guatemala (ALMG), aceitos pelo governo guatemalteco. 

### Vogais
O mam possui cinco vogais curtas e cinco vogais longas. No entanto, a ortografia atual não distingue entre vogais curtas e longas, que variam de acordo com a tonicidade e o comprimento. São elevadas com o comprimento, laringalizadas perto da glotalização, e vogais curtas são neutralizadas ou eliminadas quando em sílabas átonas. Ao contrário das consoantes, as vogais não podem agrupar-se.
|             | Anterior | Posterior |
| ----------- | -------- | --------- |
| Fechada     | i        | u         |
| Semifechada | e        | o         |
| Média       |          |           |
| Semiaberta  |          |           |
| Aberta      | a        |           |

### Consoantes
As consoantes em mam são 27, divididas entre simples (19) e glotalizadas (8). A glotalização de consoantes simples é marcada pelo sinal ('), como se observa nas palavras chtal (pequeno) e sich' (cigarro). Ademais, podem também estar presentes nas palavras as consoantes b, d e g, empréstimos da língua espanhola.
Essas consoantes podem ocorrer em diferentes e quaisquer posições na palavra. Além disso, podem aparecer em pares consecutivos na palavra (tt ou kk, por exemplo), sendo uma característica importante para o idioma visto que afeta a pronúncia e o significado das palavras.
A variação fonética das consoantes do mam ocorre em resposta à estrutura interna da palavra, podendo aparecer, por exemplo, na liberação aspirada ou africada das oclusivas, no ensurdecimento de b', t' e q' ou na velarização de n. Internamente, a assimilação nasal em relação a uma consoante seguinte e a assimilação do x a uma uvular também podem ocorrer.
|              | Bilabial | Bilabial | Alveolar | Alveolar | Alvéolo-palatal | Alvéolo-palatal | Retroflexa | Retroflexa | Palatal | Palatal | Velar | Velar | Uvular | Uvular | Glotal |
| ------------ | -------- | -------- | -------- | -------- | --------------- | --------------- | ---------- | ---------- | ------- | ------- | ----- | ----- | ------ | ------ | ------ |
| Nasais       | m        | m        | n        | n        |                 |                 |            |            |         |         |       |       |        |        |        |
| Oclusivas    | p        | ɓ        | t        | t        |                 |                 |            |            | kʲ      | kʲ      | k     | k     | q      | ʛ      | ʔ      |
| Africadas    |          |          | ʦ        | ʦ        | ʧ               | ʧ               | ʈʂ         | ʈʂ         |         |         |       |       |        |        |        |
| Fricativas   |          |          | s        | s        | ʃ               | ʃ               | ʂ          | ʂ          |         |         | x     | x     |        |        |        |
| Rótica       |          |          | r        | r        |                 |                 |            |            |         |         |       |       |        |        |        |
| Aproximantes | w        | w        | l        | l        |                 |                 |            |            | j       | j       |       |       |        |        |        |

## Ortografia
A ortografia atual e oficial da língua mam foi desenvolvida pela Academia de Línguas Maias da Guatemala, que tem trabalhado para estabelecer uma ortografia padrão entre os diferentes idiomas locais com o intuito de estimular seu ensino e preservação.
Sua ortografia é próxima do alfabeto latino, contando com as exceções retratadas na tabela abaixo. As letras d, f, g, h e v não são encontradas no mam, porém, o fonema [h] existe, representado pela letra j. Além disso, existem sons no mam que não estão presentes na língua portuguesa.
Caso a consoante seja  oclusiva glotal, recebe o diacrítico (') na escrita, e seu fonema recebe o símbolo (ˀ). As consoantes que podem ser escritas dessa forma são: ch, k, ky, q, t, tx e tz.
| Fonema(s) | Letra/dígrafo que o representa |
| --------- | ------------------------------ |
| [b/p/ɓ]   | b                              |
| [tʃ]      | ch                             |
| [x~h]     | j                              |
| [kʲ]      | ky                             |
| [n~ŋ]     | n                              |
| [ʛ~qˀ]    | q'                             |
| [ɾ]       | r                              |
| [tʂ]      | tx                             |
| [ts]      | tz                             |
| [ʂ]       | x                              |
| [ʃ]       | ẍ                              |
| [j]       | y                              |
| [ʔ]       | '                              |

### Alfabeto
Baseando-se na tabela acima e no alfabeto latino, é possível construir uma tabela que contenha todo o alfabeto mam. É válido pontuar que podem haver divergências em relação ao alfabeto em certas regiões devido aos diferentes dialetos existentes na língua. Trata-se de uma generalização que engloba a maior parte do idioma e as letras fundamentais à sua formação e estrutura.
| Letras | Exemplo                                                                            |
| ------ | ---------------------------------------------------------------------------------- |
| A a    | /a/ como em "amor"                                                                 |
| B b    | /ɓ/ como em "bạn" ("você", em vietnamita), /b/ como em "bola" ou /p/ como em "pai" |
| Ch ch  | /tʃ/ como em "tchau"                                                               |
| E e    | /e/ como em "beijo"                                                                |
| I i    | /i/ como em "ilha"                                                                 |
| J j    | /x/ como em "arrasto" ou /h/ como em "marreta" (português "carioca")               |
| K k    | /k/ como em "corpo"                                                                |
| Ky ky  | /kʲ/ como em "książę ("príncipe", em polonês)                                      |
| L l    | /l/ como em "letal"                                                                |
| M m    | /m/ como em "mãe"                                                                  |
| N n    | /n/ como em "nada" ou /ŋ/ como em "manga"                                          |
| O o    | /o/ como em "olho"                                                                 |
| P p    | /p/ como em "pai"                                                                  |
| Q q    | /q/ como em "cut" ("cortar", no inglês britânico)                                  |
| R r    | /r/ como em "prato"                                                                |
| S s    | /s/ como em "caçar"                                                                |
| T t    | /t/ como em "montanha"                                                             |
| Tx tx  | /tʂ/ com em "luchshe" ("melhor", em russo)                                         |
| Tz tz  | /tsˀ/ como em "zeit" ("tempo", em alemão)                                          |
| U u    | /u/ como em "uva"                                                                  |
| W w    | /w/ como em "quando"                                                               |
| X x    | /ʂ/ como em "shí" ("pedra", em mandarim)                                           |
| Ẍ ẍ    | /ʃ/ como em "caixa"                                                                |
| Y y    | /j/ como em "ioiô"                                                                 |

## Gramática
Desde sua fundação em 1990, a Academia de Línguas Maias da Guatemala trabalha para o registro e a preservação dos idiomas locais. Uma de suas iniciativas foi a escrita de um dicionário específico para a língua mam, contendo as bases de sua ortografia e gramática. Apesar das diferenças internas de acordo com a região, é possível encontrar traços comuns a todas as variações do idioma, retratados abaixo.

### Pronomes
Os pronomes do mam dividem-se apenas em pessoais e demonstrativos. Já as funções dos pronomes possesivos e relativos são exercidas por substantivos relacionais.  Os pronomes pessoais do caso reto na 1ª pessoa do plural variam de acordo com a integração ou não do interlocutor na sentença. Caso esteja incluído (falante + interlocutor + outros), usa-se a forma aqoye. Caso não esteja (falante + outros), utiliza-se aqo .
|          | 1ª          | 2ª    | 3ª  |
| -------- | ----------- | ----- | --- |
| singular | aqine       | aya   | a   |
| plural   | aqo / aqoye | aqeye | aqe |

| Pronome                    | Tradução                                             |
| -------------------------- | ---------------------------------------------------- |
| a'lu                       | este                                                 |
| ajlu                       | esse                                                 |
| ajchix / ajkin (sinônimos) | aquele                                               |
| a txix / atxix             | esse / aquele (objeto longe do falante)              |
| ataj                       | aquele (pessoa ou objeto não visível, mas conhecido) |

### Substantivos
Os substantivos no mam são compostos pelo radical e afixos que indicam a quem ele pertence. Ademais, existem no idioma os substantivos relacionais, palavras sintaticamente classificadas como substantivos, mas que transmitem o sentido de uma preposição.

#### Flexão de posse
Os afixos indicadores da posse de um substantivo variam de acordo com a estrutura da palavra. O prefixo adicionado à primeira pessoa do singular depende do início da palavra (vogal ou consoante), e o sufixo adicionado à maioria das pessoas muda em decorrência da terminação da palavra (vogal ou consoante).
| Pessoa                   | Prefixo (C / V) | Sufixo (C / V) |
| ------------------------ | --------------- | -------------- |
| 1ª do singular           | n / w           | e / ye         |
| 2ª do singular           | t               | a / ya         |
| 3ª do singular           | t               | Ø              |
| 1ª do plural (exclusiva) | q               | e / ye         |
| 1ª do plural (inclusiva) | q               | Ø              |
| 2ª do plural             | ky              | e / ye         |
| 3ª do plural             | ky              | Ø              |

#### Substantivos relacionais
Substantivos relacionais são uma classe de palavras comum na região mesoamericana que realizam as funções de indicar lugar ou relações gramaticais não estabelecidas pelo verbo ou por um predicativo. Além disso, servem para introduzir orações subordinadas. Em geral, flexionam-se de acordo com os mesmos afixos dos outros substantivos (indicados na tabela acima). Por fins práticos, eles são divididos de acordo com sua função: os que exercem a relação gramatical e os que operam como locativos.
| Substantivo | Função                                                  | Exemplo                                      | Tradução                                   | Observações                                           |
| ----------- | ------------------------------------------------------- | -------------------------------------------- | ------------------------------------------ | ----------------------------------------------------- |
| - e         | tempo, ênfase, posse                                    | A jo wab’j lu’ te k’wal                      | Essa comida é do menino                    | Flexiona-se apenas com afixos de 3ª pessoa            |
| - u'n       | agente, causativa, cláusula de propósito e instrumental | Wu’ne xb’aj b’ant ja                         | Eu construí a casa                         |                                                       |
| - ib'       | reflexiva e recíproca                                   | Ma txi nxon wib’e                            | Me retirei                                 |                                                       |
| - uk'il     | comitativa, comparativa e instrumental                  | Junx ka’yin k’wal lu, tuk’il juntl txix      | Essa criança se parece com aquela outra    | Flexiona-se apenas com afixos de 3ª pessoa            |
| - i'j       | paciente                                                | Ma tz’ok tchan wi’je                         | A culpa restou a mim                       |                                                       |
| - ib'aj     | tema                                                    | Nqo ximine tib’aj kychwinqlal k’wa           | Pensamos sobre a vida                      |                                                       |
| - witz      | comparativa                                             | B’anxch’intl u’j lu twitz juntl              | Esse livro é melhor que aquele outro       | Flexiona-se apenas com afixos de 3ª pessoa            |
| tu'ntzan    | cláusula de propósito                                   | Qb’uyin kub’ qib’ tu’ntzan qkanin ti’j qxim. | Unâmo-nos para alcançar nossos propósitos  | Flexiona-se apenas com afixo de 3ª pessoa do singular |
| - tu'nj     | cláusula de razão                                       | Tb’anil aq’unan xinaq jlu’ tu’nj ku’xinxix   | O senhor trabalha bem porque ainda é jovem |                                                       |

| Substantivo | Tradução                | Exemplo                                   | Tradução                                       | Observações             |
| ----------- | ----------------------- | ----------------------------------------- | ---------------------------------------------- | ----------------------- |
| - txlaj     | ao lado de              | At jun tqan chulul ttxlaj ja              | Há uma planta ao lado da casa                  |                         |
| - i'jxi     | atrás de                | Atz najlqiniye ti’jxi witz                | Vivo atrás do carro                            |                         |
| - jaq'      | debaixo de              | Ma tz’okx ewin ich’ tjaq’ si’             | O rato se escondeu debaixo da lenha            |                         |
| - xel       | ao invés de             | Ma che kub’ b’yo’n chmeky’ kyxel eky’     | Eles mataram as tartarugas em vez das galinhas |                         |
| - ib'aj     | sobre                   | Tzaj tz’aq tze’ wib’aje                   | A árvore caiu sobre mim                        |                         |
| - witz      | em frente a             | Kub’ we’ jun txkup nwitze                 | Um animal parou em frente a mim                |                         |
| - i'jile    | ao redor de             | B’a’n nok b’uyit tz’is ti’jile tqan kjo’n | É bom recolher o lixo ao redor do milharal     |                         |
| - ky’itz    | contíguo a / ao lado de | Atz wa’l Xwo’l kyk’itz tuk’il             | Xwo'l está parado ao lado de seus companheiros |                         |
| - xe        | no fundo de             | Ma kux tz’e’y chib’aj t-xe uk’il          | A carne foi queimada no fundo da panela.       | Só é usado na 3ª pessoa |
| - xol       | entre                   | Ma tz’ok jun b’uyjtib’il kyxol k’wal      | Houve uma reunião entre as crianças            | Só é usado na 3ª pessoa |
| - tzi       | na entrada de           | Wa’l Nim Che’w ttzi tja                   | Nim Che'w está parada na entrada de sua casa   | Só é usado na 3ª pessoa |
| - txa'n     | no extremo de           | Ma tz’el t’aqj ttxa’n aqwil               | O extremo do laço se rompeu                    | Só é usado na 3ª pessoa |
| - wi'       | em cima de / sobre      | Ma wa’n Saqjumay twi’ meõ                 | Saqjumay comeu sobre a mesa                    | Só é usado na 3ª pessoa |

### Raízes Posicionais
Raízes posicionais são uma classe de palavras que indicam e/ou descrevem a posição ou a forma de uma pessoa ou objeto. Quando usadas sozinhas, exercem a função de advérbios. Quando usadas como sufixo, formam adjetivos ou verbos.
Os adjetivos que utilizam raízes posicionais do mam estão divididos em dois grupos: os que indicam posição e os que descrevem forma. Para indicar posição, utiliza-se os sufixos -l e -ch (como em "q’uql", "sentado"). Já para indicar forma, é usado o sufixo -in (como em "tolin", "redondo").
Os verbos que fazem uso de raízes posicionais, por sua vez, podem ser transitivos ou intransitivos. Para formar um verbo intransitivo, utiliza-se os sufixos eb' para o infinitivo e e' para as outras formas (como em "kub'web'", "parar"). Os verbos transitivos são formados pelo sufixo b'a (como em "kyaj tajaqb’a’n", "deixa a porta aberta").

### Verbos
Os verbos em mam servem para indicar uma ação ou estado, sendo divididos em transitivos e intransitivos. Ambos flexionam-se para marcar pessoa e número de sujeito e objeto, além de tempo e modo.

#### Flexão
Em uma oração, são relevantes para a flexão verbal três componentes: sujeito de verbos transitivos, sujeito dos verbos intransitivos e o objeto dos verbos transitivos, para os quais são usados dois tipos diferentes de marcadores. Para o sujeito de um verbo transitivo, são usados os mesmos afixos que indicam posse de substantivos, indicados na tabela Afixos de posse - Grupo 1. Para os sujeitos dos verbos intransitivos e os objetos de verbos transitivos, são escolhidos outros marcadores, representados na tabela abaixo:
| Pessoa         | Afixo                 |
| -------------- | --------------------- |
| 1ª do singular | chin                  |
| 2ª do singular | Ø / k / k' / tz / tz' |
| 3ª do singular | Ø / k / k' / tz / tz' |
| 1ª do plural   | qo                    |
| 2ª do plural   | che                   |
| 3ª do plural   | che                   |

Observa-se que segunda e terceira pessoa do singular possuem várias formas. O afixo k é utilizado para representar potencial quando o verbo começa com uma consoante. Já k' também é usado em potencial, dessa vez com verbos que começam em vogal. O afixo tz é utilizado para indicar uma ação completa recentemente em verbos que começam com uma consoante. Já tz' possui a mesma função, entretanto, em verbos iniciados por vogal.
Há, ainda, outro tipo de marcadores, usados para denotar o sujeito de uma construção indicadora de estado ou não verbal. Apresentam três formatos diferentes, que dependem diretamente da base: um para base substantiva ou adjetiva, outro para base demonstrativa e o terceiro de base existencial. Esses afixos estão retratados na tabela abaixo.
|                | Base substantiva / adjetiva | Base demonstrativa | Base existencial |
| -------------- | --------------------------- | ------------------ | ---------------- |
| 1ª do singular | qin                         | qin / in           | in               |
| 2ª do singular | Ø                           | Ø                  | Ø                |
| 3ª do singular | Ø                           | Ø                  | Ø                |
| 1ª do plural   | qo'                         | qo'                | o'               |
| 2ª do plural   | qe                          | qe                 | e'               |
| 3ª do plural   | qe                          | qe                 | e'               |

Alguns exemplos de aplicações desses afixos são:
- Base adjetival: "wa’lqine" ("estou parado")
- Base demonstrativa: "ayine" ("sou eu")
- Base existencial: "atine" ("estou")

#### Tempo e modo
No mam, diferentemente do português, existem três tempos verbais: completivo, incompletivo (progressivo) e potencial. Quanto ao modo, são utilizados o indicativo e o imperativo. A posição dos marcadores de tempo / modo é sempre no início da palavra, podendo estar integrado a ela ou não.
Completivo
Esse tempo divide-se em dois casos: completivo recente e completivo distante. Pode ser associado ao tempo passado do português.  
- Completivo distante: usado quando a ação foi realizada no dia anterior, marcado pelo termo o.[22]
  - Exemplo: o chin wutane ("eu dormi")
- Completivo recente: usado quando a ação foi realizada no mesmo dia em que se fala, seu marcador varia de acordo com o tipo de oração e a pessoa:[22]
- Oração coordenada: usa-se o termo ma, como em Ma txi kyka’yin (Eles o viram), para todas as pessoas
- Oração subordinada: o marcador varia de acordo com pessoa:
  - 1ª pessoa: prefixo x, como em Ma jaw seky’puj tx’yan tej xqo ul ("O cachorro se assustou quando eu vim")
  - 2ª pessoa: prefixo s, como em Ma jaw seky’puj tx’yan tej sula ("O cachorro se assutou quando tu vieste")
  - 3ª pessoa: prefixo õ, como em Ma jaw seky’puj tx’yan tej õin ule ("O cachorro se assustou quando ele veio")

Incompletivo
O tempo incompletivo, ou progressivo, indica uma ação que ainda não foi completa e ainda vem sendo realizada. Para evidenciar essa característica, é utilizado o prefixo n-.
- Exemplo: Nsaqchan ("Está brincando")

Potencial
O tempo potencial indica uma ação que pode vir a ser realizada, associando-se ao tempo futuro do português. É marcado pelo termo ok.
- Exemplo: Ok chin yolile ("Falarei")

Modo Imperfeito
O "modo imperfeito" é marcado pelo afixo toq, combinado com outros marcadores de tempo:
- Completivo: indica ações que seriam feitas no passado, mas não ocorreram. Utiliza o termo matoq.
  - Exemplo: Matoq jaw njaqo’ne ("Eu ia acordá-lo")
- Incompletivo: indica uma algo que aconteceu enquando uma ação estava sendo realizada. Utiliza o termo intoq.
  - Exemplo: Intoq naq’unan tej sok ttx’emin tib’ ("Estava trabalhando quando se cortou")
- Potencial: indica uma ação que aconteceria num futuro próximo, mas não acontecerá. Utiliza o termo oktoq.
  - Exemplo: Oktoq qo b’etile tu’n qqane ("Íamos caminhar a pé")

Modo Imperativo
O modo imperativo indica que a postura ou atitude do falante é a de uma ordem. Existem dois sufixos para a marcação imperativa: -m é usado para verbos transitivos sem direcional e para verbos com direcional iniciados por vogal. -n' é usado em verbos que possuem um direcional e iniciam com uma consoante ou no final de verbos onde o direcional não está ligado.
Quanto aos verbos intransitivos, não há morfemas derivados, a distinção entre eles é realizada pela mudança de voz, falando mais alto que o normal.
Os direcionais são partículas essenciais à formação dos verbos em mam, uma vez que indicam a que (ou quem) a ação é direcionada. Trazem também outras informações, como se a ação está se iniciando ou acabando, ou a localização do falante em relação à ação. São empregados antes da base verbal, entre os afixos do grupo 2 e do grupo 1, ou depois da base (quando no imperativo). de Lenguas Mayas|ano=2020|páginas=35-38}}</ref>
| Direcional | Tradução      |
| ---------- | ------------- |
| xi         | daqui para lá |
| tzaj       | de lá para cá |
| ul         | chegando aqui |
| pon        | chegando lá   |
| kub'       | para baixo    |
| jaw        | para cima     |
| el         | para fora     |
| ok         | para dentro   |
| kyaj       | ficando       |
| aj         | voltando      |
| ik'        | indo          |

Esses direcionais, por sua vez, são combinados para originar estruturas mais complexas, por exemplo Ma qo elule (el+ul) ka’yilkye qwakixe ("Viemos de fora para cá para ver nossas vacas").

#### Verbos reflexivos e recíprocos
A estrutura dos verbos reflexivos e recíprocos segue a forma: verbo + partícula do Grupo 1 (marca pessoa e número) + ib' (substantivo relacional).
- Exemplo: Ma kub’ qb’uyi’n qib’e ("Reunimo-nos")

### Sentença
A ordem básica para a formação de sentenças do mam é verbo-agente-paciente, como pode observar-se na análise da frase nn-ok kykin xjaal wech ("as pessoas estavam vendo uma raposa"):
- nn-ok kykin (verbo progressivo na 3ª pessoa do plural - estavam vendo)
- xjaal (agente - pessoa)
- jun wech (paciente - uma raposa)

Caso necessário, partículas que descrevam outras informações relevantes podem ser adicionadas após o paciente, nessa ordem: 
- A quem a ação foi feita
- O local onde a ação foi feita
- Instrumento com que a ação foi feita
- Com quem a ação foi feita

#### Perguntas
Para indicar que o enunciado se trata de uma pergunta com resposta "sim" ou "não", adiciona-se o sufixo -pa na primeira palavra da oração.*Exemplo: At-pa aatz'an? ("Tem sal?")
Para perguntas mais complexas, são utilizadas partículas interrogativas no início da sentença. São elas:
| Partícula           | Tradução         |
| ------------------- | ---------------- |
| titi' / ti'         | que              |
| ja                  | onde             |
| jatu'mel            | por onde         |
| se’n/ tza’n         | como             |
| jtoj                | quando (futuro)  |
| jtoje               | quando (passado) |
| jte'                | quanto           |
| jnik'               | de que tamanho   |
| alkye               | quem             |
| ti qu'n / tu'n teqa | por que          |

#### Negação
Para tornar uma sentença negativa, podem ser acrescentadas diferentes tipos de partículas de negação. A partícula a ser usada depende da classificação da frase a ser negada. Entretanto, a posição dessa partícula na sentença é sempre no início. Podem existir mais de um termo que indique negação para o mesmo tipo de frase.
| Partícula     | Tipo de sentença     |
| ------------- | -------------------- |
| lay           | futuro               |
| mixti' / nti' | passado incompletivo |
| mi'n          | imperativo           |
| noq           | conselho/aviso       |

Abaixo, seguem alguns exemplos de aplicação dessas partículas:
- Mi’n che’ exe pe’n ("Não saiam para fora")
- Mixti’ inx aje ("Não fui")
- Noq txi’ tb’incha’na ("Não vá fazer isso")

#### Subordinação
Para a formação de estruturas mais complexas, utiliza-se partículas de subordinação. Esses termos podem introduzir diferentes tipos de cláusulas, variando de acordo com esses tipos. Porém, sua posição mantém-se: antes do verbo a que se refere. Na tabela abaixo, estão expressas as partículas mais relevantes para a formação de estruturas com subordinação.
| Partícula | Tipo de sentença                                            |
| --------- | ----------------------------------------------------------- |
| tej       | temporal                                                    |
| aj        | temporal no passado                                         |
| aj        | temporal no futuro (ação possível, mas ainda não realizada) |
| qa        | condicional (hipótese)                                      |
| qu'n      | razão / motivo                                              |
| jatum     | locacional                                                  |

Alguns exemplos de estruturas subordinadas que podem ser formadas utilizando essas partículas estão representados abaixo:
- Ma’toq kyim tej qpone ("Já havia morrido quando chegamos")
- Aj kyul ma’toq ky’ixb’i ("Quando vieram, já havia se ferido")
- Atoq kub’ b’aj kyaq’une aj tpon b’aj amb’il ("Já devem ter terminado o trabalho ao fim do tempo")
- Ok tzula najchi’j qu’n tzul tmana ("Deves vir amanhã, pois seu pai vem")
- Jatum xkanet taq’una ("Onde encontraste trabalho")

## Vocabulário

### Amostras de texto
Artigo 1 da Declaração Universal dos Direitos Humanos
Mam
Kyaqiilqe winaq nchi itz'aj tuj kopib'il, juunx kychuwiinqal b'ix kyokleen, kyja'tzan tuj tb'aanal xiinv'il tu'n kyanq'iin tuj b'ank'u'j kyxool.
Português
Todos seres humanos nascem livre e iguais em dignidade e direitos. São providos de razão e consciência e devem agir uns em relação aos outros num espírito de fraternidade.
Numerais
| Número | Escrita |
| ------ | ------- |
| 1      | jun     |
| 2      | kab'    |
| 3      | ox      |
| 4      | kyaj    |
| 5      | jwe'    |
| 6      | qaq     |
| 7      | wuq     |
| 8      | wajxaq  |
| 9      | b'elaj  |
| 10     | laj     |
| 11     | junlaj  |
| 12     | kab'laj |
| 20     | winqin  |

Cores
| Cor      | Escrita |
| -------- | ------- |
| preto    | q'eq    |
| branco   | saq     |
| vermelho | kyak    |
| amarelo  | q'ent   |
| verde    | cha'x   |
| azul     | xew     |

Saudações e apresentações
| Português              | Mam             |
| ---------------------- | --------------- |
| Bom dia                | B’a’ntz q’ij    |
| Boa tarde              | Qa’lte          |
| Boa noite              | Ta’lte          |
| Bem vindo(a)           | B’a’ntulena     |
| Obrigado               | Chjonte         |
| Adeus                  | Qina / Chinej   |
| Qual é seu nome?       | Ti’ tb’iya?     |
| Como está?             | Tze’n ta’ya?    |
| Quantos anos você tem? | Jte’ tab’q’iya? |